# Médaille Boltzmann
La Médaille Boltzmann est une distinction scientifique décernée tous les trois ans par l'Union internationale de physique pure et appliquée pour récompenser des travaux exceptionnels dans le domaine de la physique statistique.
Le nom de cette médaille fait référence à Ludwig Boltzmann.

## Liste des lauréats
- 2022 Deepak Dhar John et J. Hopfield
- 2019 Herbert Spohn
- 2016 Daan Frenkel et Yves Pomeau
- 2013 Giovanni Jona-Lasinio et Harry Swinney
- 2010 John Cardy et Bernard Derrida
- 2007 Kurt Binder et Giovanni Gallavotti[1]
- 2004 E.G.D. Cohen et H. Eugene Stanley
- 2001 Berni Alder et Kyozi Kawasaki
- 1998 Elliott Lieb et Benjamin Widom
- 1995 Sam Edwards
- 1992 Joel Lebowitz et Giorgio Parisi
- 1989 Leo Kadanoff
- 1986 David Ruelle et Iakov Sinaï
- 1983 Michael E. Fisher
- 1980 Rodney J. Baxter
- 1977 Ryogo Kubo
- 1975 Kenneth G. Wilson